# Kalijaya (Talagasari)
Kalijaya is een bestuurslaag in het regentschap Karawang van de provincie West-Java, Indonesië. Kalijaya telt 3845 inwoners (volkstelling 2010).